# Arthur, roi des Celtes
Pour les articles homonymes, voir Arthur.
Arthur, roi des Celtes ou Le Roi des Celtes (Arthur of the Britons) est une série télévisée britannique en 24 épisodes de 30 minutes, créée par Peter Miller, Robert Banks Stewart et Terence Feely, et diffusée entre le 6 décembre 1972 et le 28 novembre 1973 sur la BBC.
En France, deux ou trois épisodes ont été diffusés en 1973-1974 sur la première chaîne de l'ORTF puis douze à partir du 21 mai 1977 sur TF1. En Belgique, douze épisodes ont été diffusés en 1973 par RTBF et treize en 1975 par RTL-TV qui la rediffusa au début des années 1980.

## Synopsis
Cette série met en scène la vie d'Arthur, roi ou chef de guerre des Bretons dans la Grande-Bretagne du VIe siècle qui doit faire face aux invasions des Angles et des Saxons.
Arthur est épaulé par son mentor, Llud, et le fils adoptif de ce dernier, Kai, un orphelin saxon. Parmi ses alliés, plus ou moins récalcitrants, on compte le roi celte Mark de Cornouailles et le chef jute Yorath, dont la fille Rowena est éprise d'Arthur.

## Concept de la série
Comme l'a avancé le producteur Patrick Dromgoole, dans l'Introduction d'une adaptation romancée de la série, 
[…] La réussite suprême d’Arthur ne fut pas de créer une ère de justice sans tache et de chevalerie, mais de résister durant plusieurs décennies aux envahisseurs Saxons rapaces.
Pour cela, il devait être un général magistral, rusé et sans doute sans pitié.
Il devait être un homme qui pouvait inspirer les tribus celtes batailleuses à suivre sa bannière et son épée, dans une série de batailles. C’est l’homme qu’ITV a cherché à recréer dans la série télévisée « Arthur of the Britons », sur laquelle se fonde ce livre.
La série a été filmée dans les lieux de la West Country où ont autrefois résonné les cris de bataille des Celtes et des Saxons.
Nous ne prétendons pas que ces histoires télévisuelles sont fondées sur des faits. Elles sont tout aussi fictives que tous les autres mythes arthuriens. Elles en différent seulement en ce qu’elles s’inscrivent fermement dans les limites de la possibilité historique.
Le concept de la série s'inspire fortement des travaux de l'historien Geoffrey Ashe, très populaire dans les années 1970.

## Distribution
- Oliver Tobias : Arthur, roi des Celtes
- Michael Gothard : Kai
- Jack Watson : Llud
- Brian Blessed : Mark de Cornouailles
- Rupert Davies : Cerdig, chef des Saxons
- Georg Marischka : Yorath, chef des Jutes
- Clive Revill : Rolf
- Peter Stephens : Amlodd
- Gila von Weitershausen : Rowena la Jute

## Épisodes

### Première saison (1972-1973)
1. Le Roi est mort (Arthur is Dead)
2. Le Don de la vie (The Gift of Life)
3. Le Défi (The Challenge)
4. Le Prédicateur (The Penitent Invader)
5. Titre français inconnu (People of the Plough)
6. Le Duel (The Duel)
7. L'Élève (The Pupil)
8. Rolf le pénitent (Rolf the Preacher)
9. Ennemis et amoureux (Enemies and Lovers)
10. Esclaves (The Slave)
11. Le Peuple des bois (The Wood People)
12. Le Trésor (The Prize)

### Deuxième saison (1973)
1. Titre français inconnu (The Swordsman)
2. Rowena (Rowena), diffusé le 2 février 1974 dans le cadre de La Une est à Vous (1re chaîne)
3. Le Prisonnier (The Prisoner)
4. Les Femmes saxonnes (Some Saxon Women)
5. Le Roi éclat (Go Warily)
6. La Fête du mariage (The Marriage Feast)
7. Cause commune (In Common Cause)
8. Six mesures d'argent (Six Measures of Silver)
9. La Fille du Roi (Daughter of the King)
10. Les Jeux (The Games)
11. Le Traité (The Treaty)
12. La Fille venue de Rome (The Girl from Rome)

## Commentaires
Une vidéo intitulée King Arthur, the Young Warlord, réunissant seulement cinq des épisodes réalisés, en a été tirée en 1975. Elle fut traduite en français en 1987 sous le titre Les Aventures du roi Arthur (RCV 30504).
La série a été commercialisée en Grande-Bretagne (Network, 4 DVD) et en Allemagne (DVD comportant la piste son allemande). Le DVD anglais comporte un PDF du roman de Terence Feely.
Plusieurs adaptations ont été publiées : un livre illustré pour enfant en 1972, par Terence Feely (Arthur of the Britons, Basée sur la télésérie sur HTV), un roman en allemand en 1974, par Walter Schneider (König Arthur), ainsi qu'un jeu de cartes allemand illustré de photographies (König Arthur. Ein Quartett mit den Helden der Fernseh-Serie.) Le roman allemand s'inspire des récits traditionnels arthuriens et n'est donc pas une véritable adaptation littéraire des scripts.
Des travaux universitaires ont été menés sur la série : James Chapman a présenté une communication "HTV and Arthur of the Britons : reviving the swashbuckler in the early 1970s" lors du colloque British Children's Television Drama à l'Université de Leicester, le 18 juillet 2013. Ce texte a été publié dans Swashbuclers. The costume adventure series. Manchester University Press, 2015. Un article de Caroline A. Jewers, "‘Arthur of the Britons’ (1972) : Swords, Saxons and Uneasy Alliances", devrait être publié dans les actes de colloque, A Feeling of the Past : The Cinema Before the Age of Cinema, (Gil Bartholeyns et Corneliu Dragomirescu, éditeurs.)
La réalisatrice Sophie Neville, dont la sœur fut l'héroïne de l'épisode The Gift of Life, et dont la famille hébergea le tournage de Arthur is Dead, a raconté les tournages sur son blog, illustré par des photos de famille prises à cette occasion.